# Víctor Medina Díaz
Víctor Medina Díaz (Coquimbo, 10 de noviembre de 1919-Coquimbo, 14 de agosto de 1997) fue un político demócratacristiano chileno, alcalde de Coquimbo entre 1957 y 1958.

## Biografía
Sus primeros estudios los realizó en el Colegio de las Monjas Francesas, y posteriormente en el Instituto Superior de Comercio de Coquimbo. Ingresó a trabajar a la división chilena de W. R. Grace and Company.
Se desempeñó como periodista en diversos medios escritos de La Serena y Coquimbo. En 1952 asumió la dirección del diario El Regional luego que Juan Rodolfo Marín fuera designado Gobernador del Departamento de Coquimbo. También asumió la dirección del vespertino Aquí Está. Años más tarde se integraría al diario El Día, formando parte de su cuerpo administrativo.
En las elecciones de 1953 fue elegido regidor como candidato de la Falange Nacional. En las elecciones municipales de 1956, fue reelegido junto a Cristina Pozo, Luis Aguilera Báez, Julio Mercado Illanes, Emilio Thenoux, Lidia Montoya y César Nieme Apey. Mediante un acuerdo político, el 8 de julio de 1957 fue nombrado alcalde de la comuna, desempeñándose hasta 1958. En las elecciones municipales de 1960 se postuló nuevamente para el cargo de regidor, pero no resultó elegido.
En 1964 ingresó a trabajar a la Intendencia de la Provincia de Coquimbo, trabajando en conjunto con organizaciones sociales y juntas de vecinos.
Falleció el 14 de agosto de 1997. Tres años después, una plaza del sector El Llano de Coquimbo fue renombrada como "Víctor Medina Díaz".

## Historial electoral

### Elecciones municipales de 1953
- Elecciones municipales de 1953, Coquimbo[3]

| Candidato                    | Partido | Votos | % | Resultado |
| ---------------------------- | ------- | ----- | - | --------- |
| Lista 1                      |         |       |   |           |
| Tomás Peña Fernández         | PSP     | 528   |   | Regidor   |
| Eduardo Peralta Pizarro      | PSP     | 374   |   | Regidor   |
| Alfredo Saavedra Kensett     | PAL     | 180   |   |           |
| Maximiano Aguirre            | PRD     | 75    |   |           |
| Oscar Manzo Jaque            | PAL     | 52    |   |           |
| Filomena Olivares            | PAL     | 7     |   |           |
| Víctor Humberto Cavassa Díaz | PRD     | 5     |   |           |
| Lista 2 (FENAFUI)            |         |       |   |           |
| Violeta Ávalos de Carreño    | UNI     | 86    |   |           |
| Enrique Muga Bustamante      | UNI     | 56    |   |           |
| Daniel Bustos Casanova       | MNI     | 51    |   |           |
| Humberto Pizarro Castillo    | MNI     | 36    |   |           |
| Oscar Cortés Meléndez        | UNI     | 25    |   |           |
| Lista 3                      |         |       |   |           |
| Cristina Pozo Carmona        | PL      | 384   |   | Regidora  |
| Emilio Thenoux Rivera        | PL      | 331   |   | Regidor   |
| Barry Mac-Auliffe Bawden     | Ind.    | 328   |   |           |
| Luis Espejo Collao           | PCT     | 242   |   |           |
| Alberto Alquinta Moore       | PA      | 48    |   |           |
| Natalia Cortés Rodríguez     | PA      | 2     |   |           |
| Lista 4                      |         |       |   |           |
| Pablo Segundo Tabilo Elgueta | PS      | 79    |   |           |
| Guillermo Santoni Pérez      | PS      | 1     |   |           |
| Elizabeth Rojas Cortés       | Ind.    | 0     |   |           |
| Lista 5                      |         |       |   |           |
| César Nieme Apey             | PR      | 695   |   | Regidor   |
| Julio Mercado Illanes        | PR      | 582   |   | Regidor   |
| Víctor Medina Díaz           | FN      | 416   |   | Regidor   |
| Eduardo Alen Peña            | PR      | 341   |   |           |
| Mario Torres Peralta         | PCSC    | 124   |   |           |
| Luis J. Pacheco              | Ind.    | 7     |   |           |
| Manuel Santa María Nieto     | Ind.    | 2     |   |           |

### Elecciones municipales de 1956
- Elecciones municipales de 1956, Coquimbo[4]

| Candidato                             | Partido       | Votos | % | Resultado |
| ------------------------------------- | ------------- | ----- | - | --------- |
| Lista 1                               |               |       |   |           |
| Julio Mercado Illanes                 | PR            | 589   |   | Regidor   |
| César Nieme Apey                      | PR            | 529   |   | Regidor   |
| Guillermo Arturo Díaz Contreras       | PR            | 349   |   |           |
| Lidia Montoya Álvarez                 | PR            | 223   |   | Regidora  |
| Carlos Carvajal Vega                  | PR            | 110   |   |           |
| Luis Peñailillo                       | PR            | 74    |   |           |
| Odila Torres                          | PR            | 5     |   |           |
| Votos lista                           | Votos lista   | 133   |   |           |
| Total Lista 1                         | Total Lista 1 | 2012  |   |           |
| Lista 2                               |               |       |   |           |
| Cristina Pozo Carmona                 | PL            | 487   |   | Regidora  |
| Guillermo Ariztía Stephens            | PCU           | 367   |   |           |
| Emilio Thenoux Rivera                 | PL            | 272   |   |           |
| Votos lista                           | Votos lista   | 69    |   |           |
| Total Lista 2                         | Total Lista 2 | 1195  |   |           |
| Lista 3                               |               |       |   |           |
| Luis Aguilera Báez                    | PS            | 551   |   | Regidor   |
| Eduardo Peralta Pizarro               | PSP           | 142   |   |           |
| Elisa Rozas Rivera                    | Ind.          | 141   |   |           |
| Pedro Pablo Contreras                 | PS            | 50    |   |           |
| Tomás Peña Fernández                  | PSP           | 2     |   |           |
| Votos lista                           | Votos lista   | 60    |   |           |
| Total Lista 3                         | Total Lista 3 | 946   |   |           |
| Lista 4                               |               |       |   |           |
| Oscar García Marchena                 | Ind.          | 153   |   |           |
| Oscar Manzo Jaque                     | PAL           | 38    |   |           |
| José Moreno Paredes                   | PAL           | 15    |   |           |
| Ernesto Carvajal Carvajal             | Ind.          | 7     |   |           |
| Filomena Olivares de Díaz             | PAL           | 1     |   |           |
| Votos lista                           | Votos lista   | 40    |   |           |
| Total Lista 4                         | Total Lista 4 | 249   |   |           |
| Lista 5 (Federación Social Cristiana) |               |       |   |           |
| Víctor Medina Díaz                    | FN            | 334   |   | Regidor   |
| Mario Torres Peralta                  | PCSC          | 121   |   |           |
| Votos lista                           | Votos lista   | 61    |   |           |
| Total Lista 5                         | Total Lista 5 | 516   |   |           |

### Elecciones municipales de 1960
- Elecciones municipales de 1960, Coquimbo[5]

| Candidato                         | Partido                    | Votos | %      | Resultado |
| --------------------------------- | -------------------------- | ----- | ------ | --------- |
| Francisco Soto Figueroa           | PCU                        | 325   | 3,64%  |           |
| Horacio Espejo Cantuarias         | PCU                        | 80    | 0,89%  |           |
| Mario Ahumada Ahumada             | PCU                        | 60    | 0,67%  |           |
| Jorge Leiva Naveas                | PCU                        | 59    | 0,60%  |           |
| Alicia Cantillana de los Ríos     | PCU                        | 16    | 0,18%  |           |
| Luis Espejo Collao                | PCU                        | 61    | 0,68%  |           |
| Ignacio Torres Loyola             | PCU                        | 28    | 0,31%  |           |
| Cristina Pozo Carmona             | PL                         | 209   | 2,34%  |           |
| Emilio Thenoux Rivera             | PL                         | 268   | 3,00%  | Regidor   |
| Narciso Herrera Brizuela          | PL                         | 48    | 0,54%  |           |
| Alfredo Pugh Cook                 | PL                         | 150   | 1,68%  |           |
| Alfredo Gómez Risso               | PL                         | 53    | 0,59%  |           |
| Mateo Morey Lorca                 | PL                         | 71    | 0,79%  |           |
| Silvio Rodolfo Valenzuela Rojas   | PL                         | 109   | 1,22%  |           |
| Laudinio Antonio Torres           | PDP                        | 28    | 0,31%  |           |
| Luis Bermontt Guerrero            | PDP                        | 13    | 0,14%  |           |
| Guillermo Ernesto Vargas Alcayaga | PDP                        | 4     | 0,04%  |           |
| Luis Aguilera Báez                | PS                         | 3371  | 37,77% | Regidor   |
| Mario Lobos Núñez                 | PS                         | 327   | 3,66%  | Regidor   |
| Neftalí Galleguillos Orrego       | PS                         | 136   | 1,52%  | Regidor   |
| Augusto Olivares Varas            | PS                         | 36    | 0,40%  | Regidor   |
| Armando Rojas Marín               | UN                         | 16    | 0,18%  |           |
| Ricardo Green Puelma              | UN                         | 17    | 0,19%  |           |
| Luis Enrique Cerda                | UN                         | 15    | 0,17%  |           |
| Guillermo Arturo Díaz Contreras   | PR                         | 755   | 8,50%  | Regidor   |
| Luis Aguayo Quijada               | PR                         | 114   | 1,28%  |           |
| Manuel Gómez Robledo              | PR                         | 169   | 1,89%  |           |
| Lidia Montoya Álvarez             | PR                         | 216   | 2,42%  |           |
| Carlos Carvajal Vega              | PR                         | 217   | 2,43%  |           |
| Manuel Ramírez Cifuentes          | PR                         | 317   | 3,55%  | Regidor   |
| Ernesto Flores Araya              | PR                         | 251   | 2,81%  |           |
| Víctor Medina Díaz                | PDC                        | 410   | 4,59%  |           |
| María Marín Briones               | PDC                        | 16    | 0,18%  |           |
| Albino Rivera Godoy               | PDC                        | 159   | 1,78%  |           |
| Hipólito Arancibia Alquinta       | PDC                        | 68    | 0,76%  |           |
| Alfredo Labraña Torres            | PDC                        | 16    | 0,18%  |           |
| Hugo Díaz Rojas                   | PDC                        | 22    | 0,25%  |           |
| Jorge Poblete Garrido             | PDC                        | 46    | 0,51%  |           |
| Bernabé de Jesús Ortiz Soto       | PCCh                       | 118   | 1,32%  |           |
| Juan Lazzus Lobos                 | PCCh                       | 478   | 5,35%  |           |
| Eduardo del Carmen Dubó Vega      | PCCh                       | 14    | 0,16%  |           |
| Luis López Vega                   | PCCh                       | 19    | 0,21%  |           |
| Francisco Javier Araya Araya      | PCCh                       | 20    | 0,22%  |           |
| Votos válidamente emitidos        | Votos válidamente emitidos | 8925  | 97,18% |           |
| Votos en blanco                   | Votos en blanco            | 79    | 0,86%  |           |
| Votos nulos                       | Votos nulos                | 180   | 0,96%  |           |
| Total de votos emitidos           | Total de votos emitidos    | 9184  | 100%   |           |